# Rezza
Rezza je naselje in občina v francoskem departmaju Corse-du-Sud regije - otoka Korzika. Leta 1999 je naselje imelo 49 prebivalcev.

## Geografija
Kraj leži v osrednjem delu otoka Korzike znotraj naravnega regijskega parka Korzike, 49 km severovzhodno od središča Ajaccia.

## Uprava
Občina Rezza skupaj s sosednjimi občinami Ambiegna, Arro, Azzana, Calcatoggio, Cannelle, Casaglione, Lopigna, Pastricciola, Rosazia, Salice, Sari-d'Orcino in Sant'Andréa-d'Orcino  sestavlja kanton Cruzini-Cinarca s sedežem v Sari-d'Orcinu. Kanton je sestavni del okrožja Ajaccio.